# Aitor Etxaburu
Aitor Iñaki Etxaburu Castro (* 17. Juni 1966 in Éibar) ist ein spanischer Handballtrainer und ehemaliger Handballspieler.

## Spielerlaufbahn

### Verein
Der 1,94 m große Kreisläufer stand ab 1983 im Kader von JD Arrate. Mit 20 Jahren nahm ihn der FC Barcelona unter Vertrag, mit dem er 1988 und 1989 die spanische Meisterschaft, 1988 die Copa del Rey, 1986 und 1988 die Supercopa Asobal sowie 1987, 1988 und 1989 die katalanische Liga gewann. Nach drei Jahren verließ er Barcelona und wechselte zu CB Cantabria Santander, mit dem er 1990 den Europapokal der Pokalsieger und 1991 die Copa ASOBAL errang. Ab 1991 lief er für zwei Jahre für BM Granollers auf. Bis zu seinem Karriereende im Sommer 2001 spielte er für Bidasoa Irún. Mit Irún gewann Etxaburu 1995 die Liga ASOBAL und die EHF Champions League, 1995 die Supercopa Asobal, 1996 die Copa del Rey und 1997 den Europapokal der Pokalsieger. Zudem erreichte er 1996 noch einmal das Finale in der Champions League gegen den FC Barcelona.

### Nationalmannschaft
Mit der spanischen Juniorennationalmannschaft gewann Etxaburu die Bronzemedaille bei den Mittelmeerspielen 1987 und die Silbermedaille bei der U-21-Weltmeisterschaft 1987.
In der spanischen Nationalmannschaft debütierte der Baske beim 19:15 gegen die Schweiz am 4. Januar 1989 in Almería. Beim Supercup 1991 gewann er mit Spanien den Titel. Ein Jahr später belegte er mit der spanischen Olympiaauswahl den 5. Platz bei den Olympischen Spielen in Barcelona. Dabei warf er sechs Tore in sechs Einsätzen. Bei der Europameisterschaft 1994 traf er 18 Mal in sechs Spielen. Einen Monat später nahm er an den Goodwill Games in Sankt Petersburg teil. Seine einzige Weltmeisterschaft bestritt er 1995 in Island, wo er 28 Treffer in neun Partien erzielte und den 11. Platz belegte. Bei der Europameisterschaft 1996 gewann Spanien die Silbermedaille, der Kreisläufer warf zwölf Tore in sechs Spielen. Zum Abschluss seiner Nationalmannschaftslaufbahn nahm er 1996 an den Olympischen Spielen in Atlanta teil, wo Spanien die Bronzemedaille gewann. Etxaburu war in sechs Spielen neunmal erfolgreich.
Insgesamt bestritt er 87 Länderspiele, in denen er 162 Tore erzielte.

## Trainerlaufbahn
Nach dem Ende seiner Spielerlaufbahn übernahm Etxaburu im Sommer 2001 den Trainerposten bei Bidasoa Irún. In der Saison 2006/07 musste Irún in die zweite spanische Liga absteigen. Ab 2010 trainierte er den Zweitligisten Helvetia Anaitasuna, mit dem ihm direkt der Aufstieg gelang. In der Saison 2014/15 gewann er mit den Frauen von Balonmano Bera Bera die spanische Meisterschaft und den Supercup. Anschließend wurde er Trainer beim französischen Zweitligisten Billère HB, mit dem ihm 2016 der Aufstieg in die Ligue Nationale de Handball gelang. Seit 2018 ist er Trainer der zweiten Mannschaft von Bidasoa.
Er war Nationaltrainer der chilenischen Mannschaft bei der Weltmeisterschaft 2023.